# Pont-Sainte-Marie
Pont-Sainte-Marie település Franciaországban, Aube megyében. Lakosainak száma 5202 fő (2022. január 1.). Pont-Sainte-Marie Creney-près-Troyes, Lavau, Saint-Parres-aux-Tertres és Troyes községekkel határos.

## Népesség
A település népessége az elmúlt években az alábbi módon változott:
| Lakosok száma | 2128 | 4915 | 4856 | 4813 | 4867 | 4976 | 5166 | 5154 | 5146 | 5202 |
|               | 1968 | 1982 | 1990 | 2006 | 2013 | 2015 | 2017 | 2019 | 2020 | 2022 |